# Irma Wikström
Iris Irma Maria Wikström, född Meriluoto 18 december 1900 i Sordavala, död 7 januari 1969, var en finländsk skådespelare.
Wikström var dotter till lokföraren Theodor Meriluoto och Anna Honkanen. Efter folkskolan i Viborg studerade hon sång under Zenaida Kretz och Sofia Roiha. 1919–1920 var Wikström verksam vid Finska Operetten i Viborg, 1920–1923 vid Björneborgs arbetarteater, 1923–1933 vid Viborgs arbetarteater, 1933–1936 vid Tammerfors arbetarteater, 1936–1939 vid Viborgs naturteater, 1940–1942 vid Villmanstrands teater, 1942–1943 vid Viborgs stadsteater, 1943–1944 vid Lahtis teater och 1944–1948 vid Kuopios naturteater.

## Filmografi
- 1952 – ...ja Helena soittaa
- 1952 – Suomalaistyttöja Tukholmassa
- 1953 – Kolmiapila
- 1955 – Näkemiin Helena
- 1956 – Lain mukaan